# Gesundheitsstadt Berlin
Gesundheitsstadt Berlin e. V. ist ein eingetragener, gemeinnütziger Verein mit dem Hauptsitz Berlin. Der im Jahr 2004 gegründete Verein engagiert sich für die Vernetzung von Medizin, Gesundheitsforschung und Gesundheitspolitik in der Hauptstadtregion Berlin. 

## Ziele
Gesundheitsstadt Berlin e.V. verfolgt folgende Ziele:
- Verbesserung der interdisziplinären Zusammenarbeit aller Akteure im Gesundheitswesen durch Vernetzung von Kliniken, Wissenschaft, Wirtschaft, Politik und Kostenträgern
- Aufbau eines Hauptstadtnetzwerks, in dem Interessen gebündelt, Kooperationen und Initiativen gefördert und konkrete Projekte zur Stärkung des Gesundheitsbereichs umgesetzt werden
- Stärkung der Gesundheitsregion Berlin/Brandenburg
- Stärkung der Qualitätstransparenz in der Medizin, Pflege und Rehabilitation
- Förderung der öffentlichen Gesundheitspflege und der Gesundheitsprävention
- Stärkung des Bewusstseins in Wirtschaft, Wissenschaft und Öffentlichkeit für die öffentliche Gesundheitspflege und die Bedeutung medizinischer Forschung[1]

## Projekte und Schwerpunkte
Projekte von Gesundheitsstadt Berlin e.V. sind in vier Themenbereiche kategorisiert: Qualität und Transparenz, Demografischer Wandel, Psychiatrie, Onkologie und Gesundheitsprävention.

### Projekte zu Qualität und Transparenz
Gesundheitsstadt Berlin hat im Jahr 2006 in Kooperation mit dem Tagesspiegel den ersten Klinikführer Berlin erarbeitet. Basierend auf den Qualitätsberichten von über 80 Krankenhäusern lieferte der Klinikführer Informationen über Behandlungszahlen, Komplikationsraten oder Lage und Ausstattung der Klinik. Der Klinikführer wurde bislang (Stand 2012) fünfmal erstellt. Im Jahre 2012 wurden im Berliner Klinikführer die an Berlin angrenzenden Landkreise erstmals mit einbezogen, um nicht nur Einrichtungen innerhalb der Stadtgrenzen Berlins, sondern auch in der Hauptstadtregion zu betrachten. Ergänzt wurde der fünfte Klinikführer um die Ergebnisse der neuesten Patientenbefragungen der Techniker Krankenkasse.
Ende 2009 wurde der Berliner Praxisvergleich erstellt. Der Berliner Praxisvergleich macht Daten von 160 Berliner Spezialbehandlungszentren zugänglich, die eine der folgenden acht ambulanten Leistungen anbieten: ambulante Augenoperationen, Chemotherapien, Darmspiegelungen, Herzkatheteruntersuchungen, Röntgen- und Ultraschalluntersuchungen, Schmerztherapie, die Behandlung von HIV-Infektionen und Diabetes. Neben Angaben zu Behandlungszahlen, Ausstattungsmerkmalen und Service enthält der Bericht Praxisempfehlungen von rund 1.500 niedergelassenen Berliner Ärzten. Der Berliner Praxisvergleich wurde mit den Berufsverbänden und Qualitätssicherungskommissionen der Ärzteschaft für jede der betrachteten acht medizinischen Leistungen entwickelt, Qualitätsparameter wurden ausgewählt und die Mediziner haben ihre Daten auf freiwilliger Basis zur Verfügung gestellt.
2011 wurden die Daten zur Qualität der Berliner Pflegeheime in das Onlineportal Gesundheitsberater-Berlin.de aufgenommen. Die Informationen basieren auf dem dritten Pflegeheimberater, der von Gesundheitsstadt Berlin und Tagesspiegel erstellt worden ist. Der dritte Pflegeheimführer umfasst insgesamt Angaben zu rund 380 Pflegeheimen aus Berlin und dem Brandenburger Umland; diese wurden detailliert mit Angaben zur Pflegequalität, zur Ausstattung und zum Preis dargestellt. Die AOK Nordost stellte hierfür Daten zu Pflegeeinrichtungen, Angaben zu Plätzen, MDK-Noten und Zuzahlungen zur Verfügung. Diese Angaben der Pflegekasse wurden von der Redaktion des Pflegeheimführers ergänzt durch zahlreiche weitere Angaben, die für die Heimplatzsuchenden von Relevanz sein könnten: zum Beispiel die Verteilung von Einzel- und Doppelzimmern, das Vorhandensein von Zimmern mit eigenem Bad, ob es möglich ist, Möbel oder Haustiere mit in die Einrichtung zu bringen, oder welche Form der hausärztlichen Versorgung in dem Heim sichergestellt ist.
Der Nationale Qualitätskongress Gesundheit, den Gesundheitsstadt Berlin seit 2006 jährlich durchführt, erörtert Qualitätsmängel im deutschen Gesundheitswesen und wie diese behoben werden können. Schwerpunktthemen sind: Infektionsschutz und Hygiene, Patientensicherheit und Fehlervermeidung, Qualitätsmanagement und Qualitätssicherung sowie Qualitätsmessung.
Vertreter aus Kliniken, Politik, G-BA und Sachverständigenrat nutzen diesen Kongress, um Qualitätsprobleme im Gesundheitswesen und mögliche Lösungsansätze zu diskutieren.
Im Rahmen des Kongresses wird der von Gesundheitsstadt Berlin gestiftete Deutsche Qualitätspreis Gesundheit verliehen. Der mit 10.000,- Euro dotierte Preis ist die bundesweit bedeutendste Auszeichnung im Bereich Qualität in der Gesundheitsversorgung und würdigt vorbildliches Engagement für die Entwicklung und Umsetzung innovativer Konzepte zur Qualitätssicherung und Patientensicherheit in der Gesundheitsversorgung.
Der Reha-Führer Berlin und Brandenburg wurde von Gesundheitsstadt Berlin und dem Tagesspiegel erstmal 2012 herausgegeben. Erstmals wurden für eine ganze Region Qualitätsinformationen über durchgeführte Reha-Maßnahmen aufbereitet und für Patienten zugänglich gemacht. Es konnten fast alle Reha-Einrichtungen in Berlin und Brandenburg für eine Mitwirkung und Freigabe ihrer Qualitätsdaten gewonnen werden.

### Projekte zum demografischen Wandel
Vor dem Hintergrund, dass die bundesdeutsche Bevölkerung immer älter wird, hat Gesundheitsstadt Berlin 2009 die Initiative Deutschland – Land des Langen Lebens gegründet. Hierbei geht es in erster Linie darum, wie auch im Alter eine bestmögliche Lebensqualität erhalten werden kann. Themenschwerpunkte sind altersgerechtes Wohnen, technische Assistenzsysteme, psychosoziale Dienstleistungsangebote, Lebenslanges Lernen oder gesellschaftliche Teilhabe.
Auf dem Kongress Demografie und Nachhaltigkeit, den Gesundheitsstadt Berlin einmal im Jahr in Kooperation mit der WISO Institut für Wirtschaft und Soziales GmbH in Berlin durchführt, treffen Entscheider aus der Wohnungs-, Sozial- und Gesundheitswirtschaft mit Vertretern der Politik, der Sozialversicherung, der Kommunen und der Industrie aus ganz Deutschland. Der Kongress wird als „Werkstatt der Zivilgesellschaft“ für das Erschließen neuer Chancen für eine älter werdende Gesellschaft bezeichnet.

### Projekte zum Themenbereich Psychiatrie
Vor dem Hintergrund der wachsenden Anzahl diagnostizierter psychischer Erkrankungen und der ungenügenden Versorgung der betroffenen Menschen hat Gesundheitsstadt Berlin im September 2012 den Arbeitskreis Psychiatrie und Psychotherapie gegründet, dem unter anderem Vertreter regionaler psychiatrischer Kliniken und Sozialeinrichtungen angehören. Mit dem Ziel, die psychiatrische Versorgung in Berlin gemeinsam zu verbessern, hat der Arbeitskreis fünf wesentliche Handlungsfelder definiert: Entstigmatisierung psychischer Erkrankungen, Integration bzw. Wiedereingliederung psychisch kranker Menschen ins Arbeitsleben, Prävention psychischer Erkrankungen bzw. Stärkung der Widerstandsfähigkeit, Verbesserung der sektorenübergreifenden Versorgung und Verbesserung des Zugangs zum Wohnungsmarkt für psychisch kranke Menschen. Ziel des Arbeitskreises ist es, in den fünf Feldern Projekte zu entwickeln und umzusetzen, die zu einer wesentlichen Verbesserung der psychiatrischen Versorgung beitragen. Beispielsweise wird an einem Konzept gearbeitet, wie die Integration der Patienten in den ersten Arbeitsmarkt durch eine Kombination aus bestehenden Förderinstrumenten und dem Modell der Zeitarbeit besser gelingen kann.

### Projekte im Themenbereich Onkologie
Aufbauend auf dem zweitägigen Nationalen Innovationsforum Medizin, welches sich mit den Themen Protonen- und Schwerionentherapie (2008), Prävention und Behandlung von Infektionskrankheiten (2009) sowie Immunologie (2011) befasste, hat Gesundheitsstadt Berlin das Europäische Forum Onkologie entwickelt, welches in der Regel einmal jährlich in Kooperation mit der WISO S.E. Consulting GmbH durchgeführt wird.
Das Europäische Forum Onkologie ist ein politisches Format und führt rund 200 Entscheider aus den Bereichen Forschung, Medizin, Gesundheitspolitik und Industrie zusammen. Ziel ist es, die Rahmenbedingungen zur Weiterentwicklung der europäischen Krebsforschung und Krebstherapie zu verbessern. Wissenschaftliche Partner des Kongresses sind EUROCAN (European Platform for Translational Cancer Research) sowie OECI (Organisation of European Cancer Institutes).

### Projekte zur Gesundheitsprävention
Gesundheitsstadt Berlin hat gemeinsam mit dem Landessportbund Berlin e.V. im Jahre 2012 die regionale Fachveranstaltung Vitales Berlin durchgeführt. Die Fachveranstaltung war der Start für eine Reihe von Projekten und Initiativen zur Stärkung der Gesundheitsförderung in Berlin.
Zentrales Projekt ist das Berliner Präventionsportal, eine webbasierte Übersicht über möglichst viele Angebote zur Primär-, Sekundär- und Tertiärprävention in der Hauptstadt. Dieses Projekt wird vom Tagesspiegel und Gesundheitsstadt Berlin im Auftrag der Senatsverwaltung für Gesundheit und Soziales umgesetzt.

## Aussenkommunikation im Internet
Gesundheitsstadt Berlin informiert laufend in einem eigenen Nachrichtenportal www.gesundheitsstadt-berlin.de über aktuelle Entwicklungen in der Medizin, der Pflege und der Gesundheitspolitik. Interviews und Videos mit Persönlichkeiten aus der Gesundheitsbranche, ein Klinikfinder mit Zugriff auf zentrale Informationen der Krankenhäuser der Region Berlin-Brandenburg sowie aktuelle Veranstaltungshinweise werden ebenfalls veröffentlicht.
Das gemeinsame Such- und Beratungsportal von Gesundheitsstadt Berlin und Der Tagesspiegel www.gesundheitberater-berlin.de liefert Daten über Qualität und Umfang der medizinischen Versorgung von Kliniken, Pflegeeinrichtungen, Arztpraxen und Rehaeinrichtungen aus der Hauptstadtregion und macht die Einrichtungen untereinander vergleichbar. Ziel des Portals ist die Transparenz für Patienten und Verbraucher. Diesem Ziel dienen auch die Publikationen Berliner Klinikführer, Berliner Pflegeheimführer, Berliner Praxisvergleich und Rehaführer Berlin Brandenburg.
Seit dem Jahr 2010 sind vielfältige Informationen zur Gesundheitsbranche in Berlin sowie den Ergebnissen der Projekte von Gesundheitsstadt Berlin in diesem Portal durch die Öffentlichkeit nutzbar. Neben einer umfangreichen Datenbank, die eine gezielte Kliniksuche nach Qualitätsangaben ermöglicht, sind Ärzteempfehlungen, weiterführende Adressen und eine Fülle von redaktionellen Artikeln enthalten. Patienten können das passende Krankenhaus für eine stationäre Behandlung beziehungsweise für eine Krankheit finden oder eine bestimmte Klinik mit anderen Krankenhäusern vergleichen. Ärzte und Mediziner können gezielt nach Diagnosen, Therapien und Untersuchungsmethoden recherchieren.

## Geschichte
Gesundheitsstadt Berlin e.V. geht nach eigener Aussage auf eine „Initiative der IHK Berlin und des Senats sowie mehrerer führender Persönlichkeiten des Berliner Gesundheitswesens zurück, die unter Moderation von Volker Hassemer bei der Konrad-Adenauer-Stiftung im Jahre 2002 die Bündelung der Kräfte des Berliner Gesundheitswesens anstrebten.“ (Webseite Gesundheitsstadt Berlin)

### Vorstand und Geschäftsführung
Berlins ehemaliger Senator für Gesundheit und Soziales, Ulf Fink, ist Gründer und war seit der Gründung im Jahr 2004  bis zum Jahr 2022 Vorstandsvorsitzender des Vereins. Seit 2023 ist Ulf Fink Ehrenvorsitzender von Gesundheitsstadt Berlin. 